# Karatina
Karatina är en ort och kommun i distriktet Nyeri i provinsen Central i Kenya. Centralorten hade 8 228 invånare vid folkräkningen 2009, hela kommunen 8 499 invånare.